# Ligne Sassari - Tempio - Palau
La ligne Sassari - Tempio - Palau est une ligne ferroviaire sarde, à voie étroite, qui relie Sassari à Palau via Tempio Pausania. Depuis 1997, elle est exclusivement utilisée par le train touristique Trenino verde.

## Exploitation
- Gare d'Aggius
- Gare d'Arzachena